# Okręg Mauriac
Okręg Mauriac (fr. Arrondissement de Mauriac) – okręg w środkowej Francji. Populacja wynosi 28 600.

## Podział administracyjny
W skład okręgu wchodzą następujące kantony:
- Champs-sur-Tarentaine-Marchal,
- Mauriac,
- Pleaux,
- Riom-ès-Montagnes,
- Saignes,
- Salers.